# Вајкоф (Минесота)
Вајкоф (енгл. Wykoff) град је у америчкој савезној држави Минесота.

## Демографија
По попису из 2010. године број становника је 444, што је 16 (-3,5%) становника мање него 2000. године.
| Група             | 2000.       | 2010.       |
| Белци             | 452 (98,3%) | 439 (98,9%) |
| Афроамериканци    | 0 (0,0%)    | 1 (0,2%)    |
| Азијати           | 0 (0,0%)    | 1 (0,2%)    |
| Хиспаноамериканци | 4 (0,9%)    | 0 (0,0%)    |
| Укупно            | 460         | 444         |